# Próxima Estación: Esperanza

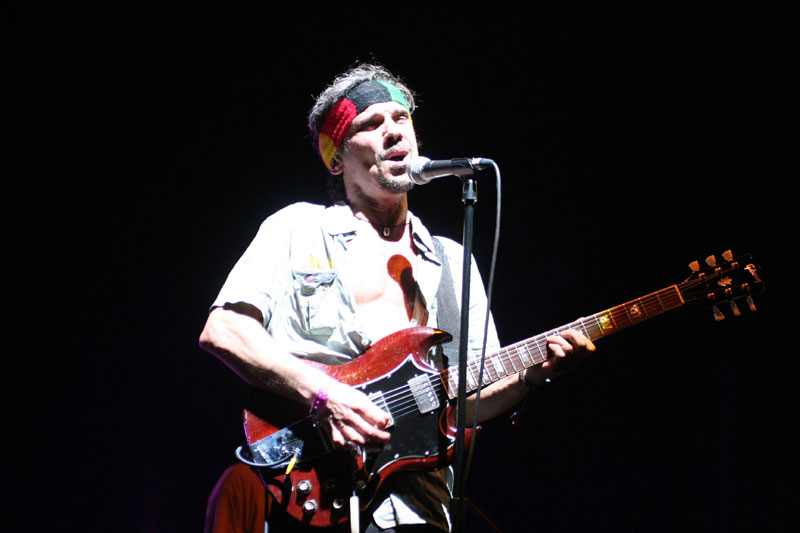

Próxima Estación: Esperanza é o segundo álbum solo do cantor francês Manu Chao. Foi lançado em 2001.
O nome do álbum vem do sample de uma frase dita na Linha 4 do Metro de Madrid, quando a Estação Esperanza se aproxima. O dublador Javier Dotú e uma locutora do metrô chegaram a processar o músico por infringir o direito autoral intelectual de suas vozes.
Em 2010, o disco foi listado na 65ª posição na lista de "Melhores Álbuns da Década" da revista Rolling Stone". Em 2012, a mesma revista listou o álbum como o 474º melhor da história.
O álbum foi bem sucedido nas paradas, alcançando a 6ª colocação no Latin Pop, a 8ª na Top Latin Albums, 10ª na Top World Music Albums e 47ª na Top Heatseekers.

## Faixas
| N.º | Título                                                 | Idioma            | Duração |  |
| 1.  | "Merry Blues"                                          | Inglês            | 3:36    |  |
| 2.  | "Bixo"                                                 | Galego            | 1:52    |  |
| 3.  | "El Dorado 1997" (Chao, François Meslouhi, Tito Velez) | Português         | 1:29    |  |
| 4.  | "Promiscuity"                                          | Inglês            | 1:36    |  |
| 5.  | "La Primavera"                                         | Espanhol          | 1:52    |  |
| 6.  | "Me Gustas Tú"                                         | Espanhol, francês | 4:00    |  |
| 7.  | "Denia"                                                | Árabe             | 4:39    |  |
| 8.  | "Mi Vida"                                              | Espanhol          | 2:32    |  |
| 9.  | "Trapped by Love"                                      | Inglês            | 1:54    |  |
| 10. | "Le Rendez-Vous"                                       | Inglês, francês   | 1:56    |  |
| 11. | "Mr. Bobby"                                            | Inglês            | 3:49    |  |
| 12. | "Papito"                                               | Espanhol          | 2:51    |  |
| 13. | "La Chinita"                                           | Espanhol          | 1:33    |  |
| 14. | "La Marea"                                             | Espanhol          | 2:16    |  |
| 15. | "Homens" (Chao, Valeria dos Santos Costa)              | Português         | 3:18    |  |
| 16. | "La Vacaloca"                                          | Espanhol          | 2:23    |  |
| 17. | "Infinita Tristeza"                                    | Espanhol          | 3:56    |  |